# Alberto Engelhard
Alberto Engelhard (Belém, 25 de março de 1879 – 9 de dezembro de 1955) engenheiro, fazendeiro e político paraense, era filho do suíço Ferdinand Engelhard e da paraense Francisca Cardoso Engelhard. Foi um dos lideres da Revolução de 1930 no estado do Pará, foi eleito governador em 16 de julho de 1950 após a renúncia de Waldir Bouhid até 24 de janeiro de 1951.